# آل جابر عوض (يافع)

تعديل مصدري - تعديل

ال جابر عوض هي إحدى قرى عزلة لبعوس بمديرية يافع التابعة لمحافظة لحج، بلغ تعداد سكانها 254 نسمة حسب تعداد اليمن لعام 2004.